# فلاورویل، شهرستان ایری، اوهایو
فلاورویل (به انگلیسی: Fowlerville) یک منطقهٔ مسکونی در ایالات متحده آمریکا است که در شهرستان لیوینگستون، نیویورک واقع شده‌است. فلاورویل ۳۰۹٫۹۹ متر بالاتر از سطح دریا واقع شده‌است.